# یونیتا
یونیتا (به پرتغالی: UNITA) با نام کامل (به پرتغالی: União Nacional para a Independência Total de Angola) حزبی سیاسی در آنگولا است.
این حزب در سال ۱۹۶۶ توسط جوناس ساویمبی ایجاد شد.
در انتخابات ریاست جمهوری ۱۹۹۲ نامزد حزب، Jonas Savimbi به ۱ ۵۷۹ ۲۹۸ رای (۴۰٫۰۷٪) دست یافت.
در انتخابات مجلس ۱۹۹۲ حزب ۱ ۳۴۷ ۶۳۶ رای (۳۴٫۱۰٪، ۷۰ کرسی) دریافت کرد.